# Kerk van Boris en Gleb
De Kerk van Boris en Gleb (Russisch: Церковь Бориса и Глеба, Tserkovi Borisa i Gleba) is een in 1152 op bevel van prins Joeri Dolgoroeki gebouwde kerk in het Russische plaatsje Kideksja. De kerk werd gebouwd in Kideksja omdat hier de legerplaats van Sint Boris zou zijn geweest. De kerk vormde mogelijk ooit onderdeel van een groter houten paleis, maar werd slechts enkele jaren door Dolgoroeki gebruikt. In 1155 vertrok hij om vorst van Kiev te worden.
De kerk is opgebouwd uit kalksteen en werd mogelijk ontworpen door architecten uit Galicië. Het is een van de oudste kerken in het district, en een van de weinige door Dolgoroeki gebouwde kerken die nog steeds bestaan. In de middeleeuwen bevond er zich ook een klooster en was het een parochiekerk.
Het gebouw is in de loop der jaren sterk veranderd. Zo verloor het zijn originele gewelf en koepel. Het huidige gewelf werd gebouwd in de 17e eeuw. Tevens hebben de apsissen mogelijk nog maar de helft van hun oorspronkelijke hoogte. In de 19e eeuw kreeg de kerk een portiek.
De kerk maakt deel uit van de "Witte monumenten van Vladimir en Soezdal", een UNESCO-werelderfgoed bestaande uit acht monumenten. Tevens behoort de kerk tot de monumenten van de Gouden Ring van Rusland.
De kerk staat afgebeeld op een in 2002 geslagen zilveren herdenkingsmunt van drie roebel.